# Sartrouville
Sartrouville este un oraș francez situat în departamentul Yvelines, în regiunea Île-de-France.  Sartrouville se găseșește în zona suburbană nord occidentală a Parisului, la 17,1 km de centru.

## Nume
În Evul Mediu numele de Sartrouville a fost atestat în latină ca Sartoris Villa. Origiunea numelui Sartoris Villa este încă în dezbatere. Unii gândesc că numele Saturus (probabil un locotenent din Galia al Imperiului Roman) ce însemna "stat (villa) de Saturus". Alții cred ca cuvântul sartoris provine de la exsartum ("pârjol"), in același timp de la sartum ("coasă"), și semnifică "ținutul desțelenitorilor", probabil ca referire la defrișările masive din zona Sartrouville în Antichitate pentru a permite cultivarea pământului. Coasa este unul din elementele conținute în blazonul orașului.

## Transport
Sartrouville este deservit de stația Sartrouville în Paris RER linea A și linia de tren suburbană Transilien Paris – Saint-Lazare.